# M (EP)
M ist die vierte EP der südkoreanischen Boyband Big Bang und erschien am 1. Mai 2015. Die EP war die erste musikalische Veröffentlichung der Boyband seit 2012.

## Hintergrund
Am 17. April 2015 veröffentlichte YG Entertainment das erste Teaser-Bild für Big Bangs Comeback. Wenige Stunden später erschien ein Trailer für die Made World Tour.
Daraufhin gab YGE die Namen der Singles auf der EP bekannt.
Bei einem Konzert enthüllte G-Dragon, dass es ihm sehr schwer fiel an der EP zu arbeiten, weil die Erwartungen sehr hoch waren. Er sagte: „Ehrlich gesagt war ich einem Tiefstand, der nicht mehr normal war. Ich machte mir Sorgen. Die Gruppe [Bigbang] ist durch die Fans gewachsen, weshalb ich unwissentlich eine schwere Last gefühlt habe, weil es sehr lange her ist, dass wir ein Album herausgebracht haben. Ich habe mir Sorgen gemacht, aber es hat funktioniert, als wir weiter gearbeitet haben.“ Er fügte hinzu: „Ich dachte mir, dass ich nur arbeiten muss. Wir trafen uns regelmäßig und arbeiteten.“

## Covergestaltung

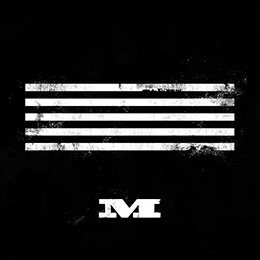
Schwarze Version des Covers

Auf dem EP Cover befinden sich fünf schwarze Streifen auf einem Roten Hintergrund. In der unteren Bildhälfte befindet sich ein schwarzes M. Die fünf Streifen stehen für die fünf Bandmitglieder.

## Cover Contest
Im Mai startete Big Bang einen Cover Contest. Die Teilnehmer sollten "Loser" oder "Bae Bae" covern. Die Gewinnern bekamen ein Album, wurden auf dem YouTube-Kanal Big Bang's angezeigt und konnten sich bei YG Entertainment bewerben. Der Contest startete am 18. Mai und ging bis zum 29. April 2015.

## Titelliste

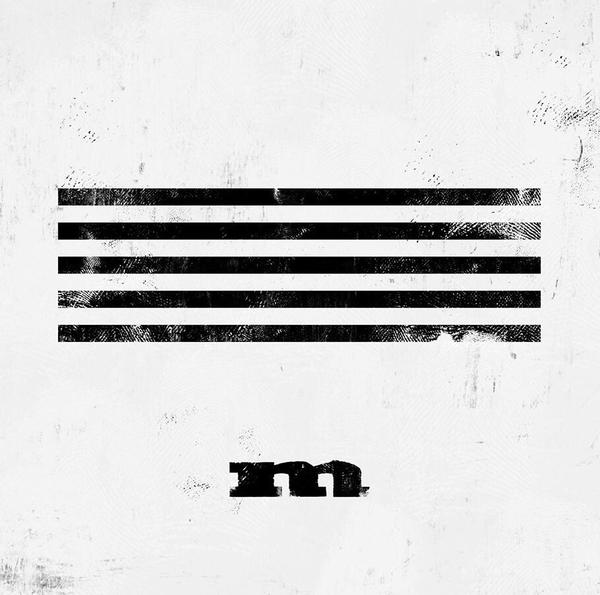
Weiße Version des Covers

Die EP enthält folgende Musikstücke.
| Nr.          | Titel        | Text                   | Musik                  | Länge |
| ------------ | ------------ | ---------------------- | ---------------------- | ----- |
| 1.           | Loser        | Teddy, G-Dragon, T.O.P | Teddy, Taeyang         | 3:39  |
| 2.           | Bae Bae      | Teddy, G-Dragon, T.O.P | Teddy, G-Dragon, T.O.P | 2:49  |
| Gesamtlänge: | Gesamtlänge: | Gesamtlänge:           | Gesamtlänge:           | 6:38  |

| Nr. | Titel                  | Musik                  | Länge |
| --- | ---------------------- | ---------------------- | ----- |
| 1.  | Loser (A cappella)     | Teddy, Taeyang         | 3:39  |
| 2.  | Loser (MR)             | Teddy, Taeyang         | 3:39  |
| 3.  | Loser (Instrumental)   | Teddy, Taeyang         | 3:39  |
| 4.  | Bae Bae (A cappella)   | Teddy, G-Dragon, T.O.P | 2:49  |
| 5.  | Bae Bae (MR)           | Teddy, G-Dragon, T.O.P | 2:49  |
| 6.  | Bae Bae (Instrumental) | Teddy, G-Dragon, T.O.P | 2:49  |

## Verkäufe
| Land                | Verkäufe |
| ------------------- | -------- |
| Südkorea            | 140,098  |
| Volksrepublik China | 506,636  |

## Veröffentlichung
| Land      | Datum        | Format       | Label                      |
| --------- | ------------ | ------------ | -------------------------- |
| Südkorea  | 1. Mai 2015  | CD, Download | YG Entertainment, KT Music |
| Worldwide | 1. Mai 2015  | CD, Download | YG Entertainment, KT Music |
| Japan     | 27. Mai 2015 | CD, Download | YG Entertainment, YGEX     |